# Annabelle Comes Home
Annabelle Comes Home és una pel·lícula estatunidenca de terror sobrenatural de 2019 dirigida i escrita per Gary Dauberman, en el seu debut com a director, sobre la base d'una història del mateix Dauberman i de James Wan, i aquest últim la va produir amb Peter Safran. Serveix de seqüela a les pel·lícules de 2014 Annabelle i de 2017 Annabelle: Creation, i és la setena entrega en la franquícia de l'Univers the Conjuring. És protagonitzada per Mckenna Grace, Madison Iseman, i Katie Sarife, juntament amb Patrick Wilson i Vera Farmiga, que reprenen els papers com a Ed i Lorraine Warren. S'ha subtitulat al català.
El film es va estrenar als cinemes dels Estats Units el 26 de juny de 2019. Va rebre crítiques de tota mena dels crítics i va recaptar 224,9 milions de dòlars a escala mundial.